# Vicente Vázquez Queipo
Vicente María Julián Vázquez Quiroga Queipo de Llano (Samos, Lugo, 17 de febrero de 1804 – Madrid, 11 de marzo de 1893) fue un economista, matemático y político español.

## Biografía
Nació en la localidad lucense de Samos, en el pazo de Lusío, en el seno de una familia acomodada. Comenzó los estudios en su propia casa y los continuó en el colegio de Nuestra Señora de la Antigua de Monforte de Lemos. En 1820 ingresó en la Universidad de Valladolid, estudiando Derecho y al mismo tiempo, Matemáticas y Ciencias Experimentales. Obtuvo los grados de bachiller en Leyes y Filosofía y posteriormente la licenciatura y el doctorado en Leyes.
Lector empedernido y curioso, obtuvo por oposición una cátedra de Física Experimental y Química en 1826. Posteriormente viajó a completar su formación matemática y física a París (1829), ingresando en la Escuela Central de Artes y Manufacturas de París en la que permanecería durante tres cursos y donde fue nombrado auxiliar de la cátedra de Física. Volvió en verano del 1832 y se instaló en Madrid, donde tenía familia (José María Queipo de Llano y Ruiz de Saravia, VII conde de Toreno, era su primo). En 1833 fue destinado a Cuba como Fiscal de Hacienda, donde permaneció hasta 1846, año en que volvió a Madrid.
Diputado en Cortes, se dedica a la política los veinte años siguientes, en el campo monárquico lealista, ocupando cargos como la Dirección general del Ministerio del Ultramar, o Subsecretario de la Gobernación. Abandonó la vida política cuando Isabel II salió de España, derrocada en 1868, dedicándose entonces en exclusiva al trabajo y a la producción intelectual publicando diversos trabajos que había comenzado en su anterior etapa.
Fue miembro de la Real Academia de la Historia, Corresponsal del Instituto de Francia, Presidente de la comisión del Mapa Geológico de España, Comisario Regio del Observatorio Astronómico de Madrid y miembro de la Real Academia de Ciencias Exactas, Físicas y Naturales.

## Obra

### Política y economía
- Memoria sobre la reforma del sistema monetario de la Isla de Cuba (1844).
- Informe fiscal sobre el fomento de la población blanca en la Isla de Cuba y emancipación progresiva de la esclava, con una breve reseña de las reformas y modificaciones (...) presentados a la Superintendencia General Delegada de la Real Hacienda (1845).
- Breves observaciones sobre las principales cuestiones que hoy se agitan respecto a las provincias ultramarinas (1873).
- Proyecto de ley sobre la uniformidad y reforma del sistema métrico y monetario de España (1847).
- La cuestión del oro reducida a sus justos y naturales límites, y medios de sentar el sistema monetario sobre una sólida e inalterable base (1861).
- La crisis monetaria española, considerada en su causa, sus efectos y sus remedios, seguida de brevísimas indicaciones sobre el Banco Nacional (1866)
- La cuádruple convención monetaria considerada en su origen, objeto, ventajas e inconvenientes, e imposibilidad actual de su adopción en España (1867).
- Informe sobre la población blanca en Cuba
- El derecho de visita sobre los buques norteamericanos en alta mar y su aplicación a la cuestión del Virginius (1873)

### Científica
- Ensayo sobre el sistema métrico y monetario (1859). Comenzado en 1835 cuando fue pensionado por el Gobierno para hacer un proyecto de ley de la reforma del sistema métrico y monetario en España. Estudia por ejemplo, unidades históricas egipcias, griegas o babilonias. Publicado en francés como Essai sur les systémes metriques et monetaires des anciens peuples depuis les premiers temps historiques jusqu´ a la fondu Kalifat d´Orient, obtuvo un premio de numismática en la Exposición Mundial de París (1860).
- Aritmética Superior Mercantil (1886). En él ofrece una solución a ecuaciones de grado mayor que 4 de manera muy aproximada en pocos pasos.
- Tablas de logaritmos vulgares desde el 1 hasta el 2000 (1855). Es la obra por la que obtuvo más fama. Premiada en la Exposición Universal de París de 1867 y en la de Barcelona de 1888, conoció 60 ediciones. Declarado libro de texto por el Consejo de Instrucción Pública, su uso fue obligado hasta la aparición de las reglas de cálculo primero y las calculadoras científicas después.